# Li Linsi
Li Linsi (chino simplificado: 厉麟似, chino tradicional: 厲麟似, pinyin: Lì Línsì) (Hangzhou, 1896 – Shanghái, 1970) fue un educador, diplomático y académico chino moderno, que ha sido reconocido como una de las figuras clave en la historia cultural y diplomática china moderna. Era conocido por sus esfuerzos para salvar a cientos de judíos que huían a Shanghái durante la Segunda Guerra Mundial. Como consultor diplomático de Chiang Kai-shek, Li fue un facilitador clave de la relación China-Alemania durante la década de 1930. Fue cofundador de algunas de las organizaciones más influyentes de China, incluida la sucursal de China de las Naciones Unidas. Siendo considerado como el Mahatma Gandhi de China, Li fue el líder de la resistencia no violenta de China contra la agresión japonesa. Teniendo la reputación de ser un puente humano que conecta las culturas china y europea, Li hizo una gran contribución para ayudar a Occidente a comprender las antiguas filosofías chinas e introdujo muchos pensamientos progresistas occidentales a China. él era un descendiente de Jiang Ziya, el legendario primer ministro chino fundador durante la dinastía Zhou, y fue el cuarto bisnieto de Li E, un líder de la poesía en la dinastía Qing. Su hijo mayor es Li Shengjiao, destacado diplomático y jurista chino. Li murió en Shanghái durante la Revolución Cultural.

## Vida y carrera
Li Linsi nació en una distinguida familia literaria china en Hangzhou en febrero de 1896. El padre de Li, Li Liangyu (厉良玉), fue un funcionario de la dinastía Qing, educador y artista de renombre, que cofundó la Xiling Society of Seal Arts, una de las asociaciones de artes tradicionales más importantes de China. Su cuarto bisabuelo, Li E (厉鹗), fue un gran poeta y erudito durante la dinastía Qing, que ha sido reconocido como un líder de la poesía de la dinastía Qing. Li era un descendiente de Jiang Ziya (姜子牙), el legendario primer ministro chino fundador durante la dinastía Zhou.
Después de graduarse de la Universidad de Tongji en 1915, Li continuó su educación en Japón y Alemania, graduándose de la Universidad de Sophia, la Universidad de Jena y la Universidad de Heidelberg sucesivamente. Obtuvo su maestría en leyes y doctorado en filosofía.
Viajando extensamente por Europa, Li entró en contacto con una variedad de ideas progresistas occidentales, y conoció a un puñado de prometedores estudiantes chinos, incluidos Zhou Enlai (周恩来) y Zhu De (朱德), que más tarde se convirtieron en líderes de la República Popular de China.
Li regresó a China en 1930 y se unió al gobierno como funcionario de educación por recomendación de Chiang Kai-shek (蒋介石), el entonces líder de la República de China. Más tarde se convirtió en asesor diplomático de Chiang.
Durante la década de 1930, Li promovió activamente la comunicación, la cooperación y la coordinación entre China y la Liga de las Naciones, predecesora de las Naciones Unidas, que fue la primera organización internacional cuya misión principal era mantener la paz mundial. En 1932, para fortalecer la relación entre China y la Liga de las Naciones, Li se desempeñó como representante cultural y educativo del gobierno chino para realizar una visita oficial a Europa, incluida Suiza, donde se encuentra la Liga de las Naciones. El exitoso viaje de seis meses mejoró el intercambio cultural y la cooperación entre China, Europa y la Liga de las Naciones.
Li avanzó de manera efectiva las relaciones diplomáticas entre China y la Liga de las Naciones, y jugó un papel importante en la operación de algunos afiliados chinos de la Liga de las Naciones, incluyendo la Asociación de la Liga de las Naciones de China y el Instituto de Cooperación Cultural Mundial de China en la Liga de las Naciones. Li también participó en la fundación de la rama de las Naciones Unidas en China después de que la Liga de las Naciones fuera reemplazada por las Naciones Unidas.
Li jugó un papel crucial en la existencia y el desarrollo de la Misión Militar Alemana en China, y fue un facilitador clave de la relación China-Alemania durante la década de 1930. Era la mano derecha de Chiang en la diplomacia de China hacia Alemania, y un vínculo entre los principales líderes de China y el grupo asesor militar alemán.
Después de la Guerra de China con Japón (1937-45) estalló en 1937, Li renunció a su puesto en el gobierno central y se mudó con su familia de Nanjing a Shanghái. En el período de Isla Aislada en Shanghái durante la Segunda Guerra Mundial, la familia de Li vivía en Ximo Road en el Establecimiento Internacional de Shanghái, un área que no estaba ocupada por invasores japoneses, sino que tenía el control de las fuerzas británicas y estadounidenses.
Durante este período, una gran cantidad de judíos, principalmente de Alemania y Austria, huyeron a Shanghái para escapar de los nazis. Li tenía fama de ayudar a los judíos en la comunidad judía de Shanghái. Usando sus conexiones personales y recursos, Li ayudó a hacer de Shanghái un lugar mejor para esos refugiados judíos. Durante un largo período, Shanghái siguió siendo el único lugar del mundo que ofreció incondicionalmente refugio al pueblo judío que huía de los nazis.
Li se conmovió profundamente por la tragedia de estas personas y contribuyó tanto como pudo a la comunidad judía como un rico local que pasó más de una década en Alemania. Incluso acogió a varios refugiados judíos que eran amigos suyos en Alemania.
Con la ayuda de Li y otros nativos ricos, surgió una comunidad judía moderna: se organizaron más viviendas para los refugiados judíos, se establecieron negocios, se distribuyeron publicaciones alemanas e incluso se formó una orquesta. Shanghái se convirtió en un raro punto brillante para los judíos en la oscura situación de esa época.
Después de la fundación de la República Popular China en 1949, Li trabajó como profesor en la Universidad de Estudios Internacionales de Shanghái. Murió durante la Revolución Cultural en Shanghái a la edad de 74 años.